# At the Zoo
Singles de Simon and Garfunkel
A Hazy Shade of Winter
(1966) Fakin' It
(1967)
At the Zoo est une chanson de Simon et Garfunkel composée par Paul Simon, parue en single en 1967 et l'année suivante sur l'album Bookends. Elle a atteint la 16e place du Billboard Hot 100.
Cette chanson fantaisiste raconte une visite au zoo de Central Park au cours de laquelle le chanteur donne des traits de personnalités humains aux animaux du zoo.